# Carita Boulwén
Carita Veronica Boulwén, född 6 september 1967 i Tynnereds församling i Göteborg, är en svensk politiker (sverigedemokrat). Hon är ordinarie riksdagsledamot sedan 2022, invald för Hallands läns valkrets.
I riksdagen är hon suppleant i kulturutskottet, socialförsäkringsutskottet och socialutskottet.